# Estación de Nyon
La estación de Nyon es la principal estación ferroviaria de la comuna suiza de Nyon, en el cantón de Vaud.

## Historia y situación
La estación de Nyon fue inaugurada en el año 1858 con la puesta en servicio del tramo Morges - Coppet de la línea Ginebra - Lausana. 
Se encuentra ubicada en el centro del núcleo urbano de Nyon, cuenta con dos andenes, uno central y otro lateral, por los que pasan tres vías pasantes, a las que hay que añadir otra vía pasante y varias vías de servicio. En el sur de la estación existe un ramal que comunica con una zona industrial.
En términos ferroviarios, la estación se sitúa en la línea Ginebra - Lausana. Sus dependencias ferroviarias colaterales son la estación de Coppet hacia Ginebra y la estación de Gland en dirección Lausana.
Además, cuenta con una estación subterránea de la que parte un ferrocarril de vía métrica que une a Nyon con Saint-Cergue y La Cure, en la frontera franco-suiza.

## Servicios ferroviarios
Los servicios ferroviarios de esta estación están prestados por SBB-CFF-FFS y por NStCM:

### Larga distancia
- ICN San Galo - Gossau - Wil - Winterthur - Zúrich-Aeropuerto - Zúrich - Aarau - Olten - Soleura - Biel/Bienne - Neuchâtel - Yverdon-les-Bains - Morges - Nyon - Ginebra-Cornavin - Ginebra-Aeropuerto. Servicios cada dos horas.
- ICN Ginebra-Aeropuerto - Ginebra-Cornavin - Nyon - Morges - Yverdon-les-Bains - Neuchâtel - Biel/Bienne - Grenchen Nord - Moutier - Delémont - Laufen - Basilea SBB. Hay un tren cada dos horas.
- IR Ginebra-Aeropuerto - Ginebra-Cornavin - Nyon - Morges - Lausana - Vevey - Montreux - Aigle - Martigny - Sion - Sierre - Leuk - Visp - Brig.

### Regional
- RE Ginebra-Cornavin - Coppet - Nyon - Morges - Lausana - Palézieux - Estación de Romont.
- RE Ginebra-Aeropuerto - Ginebra-Cornavin - Coppet - Nyon - Morges - Lausana - Vevey.
- R Nyon - Saint-Cergue - La Cure. Operado por NStCM.